# Calcio a 5 per ciechi ai XVI Giochi paralimpici estivi
Il torneo di calcio a 5 per ciechi ai XVI Giochi paralimpici estivi si è svolto dal 29 agosto al 4 settembre 2021 presso l'Aomi Urban Sports Park.

## Formato
Il torneo è stato composto solo da squadre maschili e si è articolato in una prima fase eliminatoria a due gruppi da quattro squadre ciascuno. Le prime due classificate di ciascun gruppo hanno proseguito il torneo ad eliminazione diretta. Le terze e quarte classificate hanno disputato le partite per il piazzamento nella classifica, rispettivamente per il quinto/sesto posto e settimo/ottavo posto. Le squadre sconfitte nelle semifinali hanno avuto accesso alla finale per la medaglia di bronzo.

## Calendario
| Maschile | G | G | G |  | SF |  | B | F |

| G | Gruppi eliminatori | SF | Semifinali | B | Finale medaglia di bronzo | F | Finale medaglia d'oro |

## Risultati

### Fase a gruppi

#### Gruppo A
| Squadra  | Pt | G | V | N | P | GF | GS | DR  |
| -------- | -- | - | - | - | - | -- | -- | --- |
| Brasile  | 9  | 3 | 3 | 0 | 0 | 11 | 0  | +11 |
| Cina     | 6  | 3 | 2 | 0 | 1 | 3  | 3  | 0   |
| Giappone | 3  | 3 | 1 | 0 | 2 | 4  | 6  | -2  |
| Francia  | 0  | 3 | 0 | 0 | 3 | 0  | 9  | -9  |

| Tokyo 29 agosto 2021, ore 9:00 UTC+9 | Giappone      | 4 – 3 referto | Francia | Aomi Urban Sports Park\| Arbitro: \| Lucio Morgado \| |
| Arbitro:                             | Lucio Morgado |               |         |                                                       |

| Tokyo 29 agosto 2021, ore 11:30 UTC+9 | Brasile           | 3 – 0 referto | Cina | Aomi Urban Sports Park\| Arbitro: \| François Carcouët \| |
| Arbitro:                              | François Carcouët |               |      |                                                           |

| Tokyo 30 agosto 2021, ore 9:00 UTC+9 | Cina          | 1 – 0 referto | Francia | Aomi Urban Sports Park\| Arbitro: \| Stuart Winton \| |
| Arbitro:                             | Stuart Winton |               |         |                                                       |

| Tokyo 30 agosto 2021, ore 11:30 UTC+9 | Brasile          | 4 – 0 referto | Giappone | Aomi Urban Sports Park\| Arbitro: \| Germinal Lubrano \| |
| Arbitro:                              | Germinal Lubrano |               |          |                                                          |

| Tokyo 31 agosto 2021, ore 9:00 UTC+9 | Giappone          | 2 – 0 referto | Cina | Aomi Urban Sports Park\| Arbitro: \| François Carcouët \| |
| Arbitro:                             | François Carcouët |               |      |                                                           |

| Tokyo 31 agosto 2021, ore 11:30 UTC+9 | Francia       | 0 – 4 referto | Brasile | Aomi Urban Sports Park\| Arbitro: \| Attila Balint \| |
| Arbitro:                              | Attila Balint |               |         |                                                       |

#### Gruppo B
| Squadra    | Pt | G | V | N | P | GF | GS | DR  |
| ---------- | -- | - | - | - | - | -- | -- | --- |
| Argentina  | 9  | 3 | 3 | 0 | 0 | 7  | 1  | +11 |
| Marocco    | 4  | 3 | 1 | 1 | 1 | 4  | 3  | 0   |
| Spagna     | 4  | 3 | 1 | 1 | 1 | 2  | 3  | -2  |
| Thailandia | 0  | 3 | 0 | 0 | 3 | 0  | 6  | -9  |

| Tokyo 29 agosto 2021, ore 16:30 UTC+9 | Argentina             | 2 – 1 referto | Marocco | Aomi Urban Sports Park\| Arbitro: \| Maximiliano Espinillo \| |
| Arbitro:                              | Maximiliano Espinillo |               |         |                                                               |

| Tokyo 29 agosto 2021, ore 19:30 UTC+9 | Spagna       | 1 – 0 referto | Thailandia | Aomi Urban Sports Park\| Arbitro: \| Urab Yasushi \| |
| Arbitro:                              | Urab Yasushi |               |            |                                                      |

| Tokyo 30 agosto 2021, ore 16:30 UTC+9 | Thailandia   | 0 – 2 referto | Marocco | Aomi Urban Sports Park\| Arbitro: \| Kazuo Takagi \| |
| Arbitro:                              | Kazuo Takagi |               |         |                                                      |

| Tokyo 30 agosto 2021, ore 19:30 UTC+9 | Spagna        | 0 – 2 referto | Argentina | Aomi Urban Sports Park\| Arbitro: \| Lucio Morgado \| |
| Arbitro:                              | Lucio Morgado |               |           |                                                       |

| Tokyo 31 agosto 2021, ore 16:30 UTC+9 | Argentina     | 3 – 0 referto | Thailandia | Aomi Urban Sports Park\| Arbitro: \| Lucio Morgado \| |
| Arbitro:                              | Lucio Morgado |               |            |                                                       |

| Tokyo 31 agosto 2021, ore 19:30 UTC+9 | Marocco          | 1 – 1 referto | Spagna | Aomi Urban Sports Park\| Arbitro: \| Germinal Lubrano \| |
| Arbitro:                              | Germinal Lubrano |               |        |                                                          |

### Fase a eliminazione diretta
|  | Semifinali | Semifinali | Semifinali |         |           | Finale medaglia d'oro     | Finale medaglia d'oro     | Finale medaglia d'oro     |  |
|  |            |            |            |         |           |                           |                           |                           |  |
|  | Cina       | Cina       | 0          |         |           |                           |                           |                           |  |
|  | Cina       | Cina       | 0          |         |           |                           |                           |                           |  |
|  | Argentina  | Argentina  | 2          |         |           |                           |                           |                           |  |
|  | Argentina  | Argentina  | 2          |         | Argentina | Argentina                 | 0                         |                           |  |
|  |            |            |            |         | Argentina | Argentina                 | 0                         |                           |  |
|  |            |            | Brasile    | Brasile | 1         |                           |                           |                           |  |
|  | Brasile    | Brasile    | Brasile    | Brasile | 1         | 1                         |                           |                           |  |
|  | Brasile    | Brasile    |            |         |           | 1                         |                           |                           |  |
|  | Marocco    | Marocco    | 0          |         |           | Finale medaglia di bronzo | Finale medaglia di bronzo | Finale medaglia di bronzo |  |
|  | Marocco    | Marocco    | 0          |         |           |                           |                           |                           |  |
|  |            |            |            |         |           |                           |                           |                           |  |
|  |            |            |            |         |           | Cina                      | Cina                      | 0                         |  |
|  |            |            |            |         |           | Cina                      | Cina                      | 0                         |  |
|  |            |            |            |         |           | Marocco                   | Marocco                   | 4                         |  |

#### Semifinali
| Tokyo 2 settembre 2021, ore 16:30 UTC+9 | Cina          | 0 – 2 referto | Argentina | Aomi Urban Sports Park\| Arbitro: \| Lucio Morgado \| |
| Arbitro:                                | Lucio Morgado |               |           |                                                       |

| Tokyo 2 settembre 2021, ore 19:30 UTC+9 | Brasile           | 1 – 0 referto | Marocco | Aomi Urban Sports Park\| Arbitro: \| François Carcouët \| |
| Arbitro:                                | François Carcouët |               |         |                                                           |

#### Finale medaglia di bronzo
| Tokyo 4 settembre 2021, ore 11:30 UTC+9 | Cina          | 0 – 4 referto | Marocco | Aomi Urban Sports Park\| Arbitro: \| Lucio Morgado \| |
| Arbitro:                                | Lucio Morgado |               |         |                                                       |

#### Finale medaglia d'oro
| Tokyo 4 settembre 2021, ore 17:30 UTC+9 | Brasile           | 1 – 0 referto | Argentina | Aomi Urban Sports Park\| Arbitro: \| François Carcouët \| |
| Arbitro:                                | François Carcouët |               |           |                                                           |

### Incontri per i piazzamenti finali

#### 7º/8º posto
| Tokyo 2 settembre 2021, ore 9:00 UTC+9 | Francia       | 2 – 3 referto | Thailandia | Aomi Urban Sports Park\| Arbitro: \| Attila Balint \| |
| Arbitro:                               | Attila Balint |               |            |                                                       |

#### 5º/6º posto
| Tokyo 2 settembre 2021, ore 11:30 UTC+9 | Giappone        | 1 – 0 referto | Spagna | Aomi Urban Sports Park\| Arbitro: \| Rafael Gonzalez \| |
| Arbitro:                                | Rafael Gonzalez |               |        |                                                         |

## Podio
| Oro     | Argento   | Bronzo  |
| Brasile | Argentina | Marocco |

## Classifica
| Posizione | Squadra    |
| --------- | ---------- |
| 1         | Brasile    |
| 2         | Argentina  |
| 3         | Marocco    |
| 4         | Cina       |
| 5         | Giappone   |
| 6         | Spagna     |
| 7         | Thailandia |
| 8         | Francia    |